# (19631) Greensleeves
(19631) Greensleeves ist ein Asteroid des Hauptgürtels, der am 13. September 1999 vom australischen Amateurastronomen John Broughton am Reedy-Creek-Observatorium (IAU-Code 428) in Queensland in Australien entdeckt wurde.
Der Asteroid wurde am 27. April 2002 nach dem englischen Lied Greensleeves benannt, dessen Melodie seit dem Elisabethanischen Zeitalter zu den populärsten der Geschichte gehört.
Der Himmelskörper gehört zur Gefion-Familie, einer Gruppe von Asteroiden des mittleren Hauptgürtels, die nach (1272) Gefion benannt wurde. Früher wurde die Gruppe auch als Ceres-Familie bezeichnet (nach (1) Ceres, Vincenzo Zappalà 1995) und Minerva-Familie (nach (93) Minerva, AstDyS-2-Datenbank).